# 200e régiment d'infanterie (France)
 (avril 2024).
Le 200e régiment d'infanterie (200e RI) est un régiment d'infanterie de l'Armée de terre française,  qui a participé à l'expédition de Madagascar de 1895-1896.

## Création et différentes dénominations
- 1793 :  Création de la 200e demi-brigade de première formation et de la 200e demi-brigade bis de première formation
- 1796 : Les 200e et 200e demi-brigade bis de deuxième formation n'ont pas été formées. Le no 200 est resté vacant.
- 1895 : formation du 200e régiment d'infanterie
- Avant 1914 : Dissous

## Chefs de corps
Le régiment est commandé par le colonel Gillon, mort de maladie le 12 juin 1895 et remplacé par le lieutenant-colonel Bizot.

## Historique des garnisons, combats et batailles du200eRI

### 1895 à 1914
Le 200e régiment d'infanterie est formé, le 7 janvier 1895, spécialement pour participer à l'expédition de Madagascar, par tirage au sort à partir de compagnies issues de 12 régiments d'infanterie métropolitains (chaque régiment fournissant une compagnie) :
- 1 compagnie du 34e régiment d'infanterie
- 1 compagnie du 74e régiment d'infanterie
- 1 compagnie du 124e régiment d'infanterie
- 1 compagnie du 125e régiment d'infanterie
- 1 compagnie du 133e régiment d'infanterie
- 1 compagnie du 138e régiment d'infanterie
- 1 compagnie du 139e régiment d'infanterie
- 1 compagnie du 143e régiment d'infanterie

Le 13 mars 1895, les compagnies quittent leurs villes respective pour rejoindre le camp de Sathonay. C'est là que le régiment reçoit son drapeau des mains du président Félix Faure le 28 mars 1895.
Le 2 août 1895, 400 hommes de troupe appartenant au 200e régiment d’infanterie venant de Lyon et 150 appartenant au 40e bataillon de chasseurs à pied venant de Grenoble, s’embarquent à Marseille à bord du Vinh-Long.
Début septembre 1896, le 200e RI, décimé par les fièvres et maladies, n'existe plus en tant que force combattante.

## Drapeau
Il porte, cousues en lettres d'or dans ses plis, l'inscription suivante :
- Madagascar 1895

## Sources et bibliographie
- Bulletin du Comité de Madagascar, 1895 (lire en ligne).
- Historiques des corps de troupe de l'armée française (1569-1900)